# Centraal-Thailand
Centraal-Thailand is de centrale regio van Thailand. Het grootste gedeelte van de regio bestaat uit grond afgezet door de rivier de Menam (Chao Phraya). De regio wordt gescheiden van Noordoost-Thailand (Isaan) door de Phetchabunbergen. Naar het noorden toe wordt het landschap langzaam heuvelachtiger en gaat het over in Noord-Thailand. In het westen ligt een gebergte dat het gebied scheidt van Myanmar. Naar het zuiden van de regio ligt Zuid-Thailand op het schiereiland Malakka met de landengte van Kra en de Golf van Thailand met de baai van Bangkok. Cambodja grenst aan de regio in het oosten en wordt afgescheiden door een laaggebergte.
Het gebied van Centraal-Thailand is zeer vruchtbaar en de grootste concentratie van de bevolking van Thailand woont hier, voornamelijk geconcentreerd in en rond Bangkok.
Het gebied was ook het hartland van het oude koninkrijk Ayutthaya.

## Bestuur
Centraal-Thailand – samen met Oost-Thailand, dat niet altijd apart wordt gezien – bestaat uit 26 provincies (Changwat). Voor statistische overzichten is het gebied in vier regio's ingedeeld:
- Bangkok en omgeving: Bangkok, Nakhon Pathom, Pathumthani, Samut Prakan, Samut Sakhon
- Zuidelijke regio: Ang Thong, Ayutthaya, Chainat, Lopburi, Saraburi, Singburi
- Westelijke regio: Kanchanaburi, Phetchaburi, Prachuap Khiri Khan, Ratchaburi, Samut Songkhram, Suphanburi
- Oostelijke regio: Chachoengsao, Chantaburi, Chonburi, Nakhon Nayok, Rayong, Prachinburi, Sa Kaew, Trat

Oost-Thailand wordt meestal als zelfstandige regio gezien, maar de begrenzing van dit gebied wisselt: soms worden alleen de vier kustprovincies eronder verstaan, soms de bovenstaande lijst zonder Nakhon Nayok.